# Alexandre Song
Alexandre Dimitri Song Billong, mais conhecido como Alex Song (Douala, 9 de setembro de 1987) é um ex-futebolista camaronês que atuava como volante.
É sobrinho de Rigobert Song, treinador e ex-futebolista camaronês que atuava como zagueiro.

## Clubes

### Bastia
Song foi integrado às categorias de base do Bastia na temporada 2003-04, e na temporada seguinte chegou à equipe principal. Durante sua estadia em Bastia, ele atraiu a atenção de grandes clubes europeus, como Inter, Manchester United, Lyon, e Middlesbrough. Song ganhou o premio de melhor revelação da liga inglesa em 2007.
No entanto, quem acabou vencendo a disputa foi o Arsenal, após Song impressionar o treinador Arsène Wenger durante a pré-temporada do clube londrino na Áustria, e o camaronês acertou com o clube durante uma temporada, por empréstimo.

### Arsenal
Após a temporada 2005-06, a primeira de Song no Arsenal, por empréstimo, o clube londrino concordou em pagar uma taxa de £1 milhão de libras para adquirir o jogador em definitivo. Sendo assim, em junho de 2006, Song assinou um contrato de quatro anos com o clube.
Fez sua estreia na Premier League durante a vitória do Arsenal por 2-0 sobre o Everton, em 19 de setembro de 2005, entrando como substituto durante a partida. Jogou também pela Champions League, quando os titulares estavam sendo poupados.
Marcou seu primeiro gol pelo Arsenal na incrível vitória por 6-3 contra o Liverpool, pela Carling Cup, em 9 de janeiro de 2007.

### Charlton Athletic
Após as boas partidas pelo Arsenal, foi confirmado que havia um interesse do modesto Charlton Athletic e, em 30 de janeiro de 2007, Song assinou com o clube até o final da temporada 2006-07, por empréstimo. Apesar de ter tido boas atuações, o Charlton acabou rebaixado, e o camaronês retornou para o Emirates Stadium.

### Retorno ao Arsenal
Durante a temporada 2007-08, Song começou como titular em algumas partidas da Carling Cup, mas não atuou nas semifinais, onde o Arsenal foi eliminado pelo maior rival, o Tottenham, pois estava atuando por Camarões na Copa Africana de Nações daquele ano. Ele também atuou como zagueiro pela Premier League, numa visita do Arsenal a Old Trafford, para atuar contra o Manchester United, enquanto o titular da posição, Kolo Touré, preenchia a vaga de Bacary Sagna na lateral-direita.
Durante a temporada 2008-09, após a saída do brasileiro Gilberto Silva, Song deixou de ser zagueiro e foi aos poucos assumindo o posto de volante. Nesta posição, se tornou titular da equipe do Arsenal, sendo destaque com boas atuações. Ele marcou na vitória do Arsenal por 5-2 sobre o Fenerbahçe, no Şükrü Saracoğlu, pela Champions League.
Na temporada 2009-10, assumiu de vez o posto de titular, atuando nas doze primeiras partidas do Arsenal na Premier League. Ele foi eleito o terceiro melhor jogador da equipe em seu site oficial, na eleição do mês de outubro, ficando atrás de Cesc Fàbregas e Robin van Persie.

### Barcelona
No dia 18 de agosto de 2012, o Barcelona o contrata por 19 de milhões de euros, por cinco temporadas.

### West Ham
Em 30 de agosto de 2014 foi cedido por empréstimo de uma temporada ao West Ham. Em 1 de setembro de 2015 foi novamente emprestado por mais uma temporada. Em junho de 2016 o clube anunciou que não renovará o empréstimo.

### Rubin Kazan
Foi contratado em 1 de agosto de 2016 pelo Rubin Kazan após rescisão contratual com o Barcelona.

### Sion
Firmou com o Sion em 14 de agosto de 2018 por dois anos de vínculo.

### AS Arta/Solar7
Em novembro de 2020, Song se juntou ao clube djibutiano Arta/Solar7 em um contrato permanente.

## Seleção Camaronesa
Song chegou a defender a Seleção Francesa nas categorias de base, porém, quando se tornou profissional, optou pela seleção de seu país natal.
Por Camarões, atuou na Copa Africana de Nações de 2008 e nas Olimpíadas 2008. Na Copa Africana, Song foi nomeado o melhor jogador do torneio, ao lado de seu compatriota Geremi Njitap.
Em Copas do Mundo esteve presente nas edições de 2010 e 2014. Em janeiro de 2015 anunciou sua aposentadoria da Seleção.

## Títulos
Barcelona
- Campeonato Espanhol: 2012–13
- Supercopa da Espanha: 2013

### Prêmios individuais
- Melhor jogador da Copa Africana de Nações: 2008, 2010